# Przewóz (gromada w powiecie żarskim)
Przewóz – dawna gromada, czyli najmniejsza jednostka podziału terytorialnego Polskiej Rzeczypospolitej Ludowej w latach 1954–1972.
Gromady, z gromadzkimi radami narodowymi (GRN) jako organami władzy najniższego stopnia na wsi, funkcjonowały od reformy reorganizującej administrację wiejską przeprowadzonej jesienią 1954 do momentu ich zniesienia z dniem 1 stycznia 1973, tym samym wypierając organizację gminną w latach 1954–1972.
Gromadę Przewóz z siedzibą GRN w Przewozie utworzono – jako jedną z 8759 gromad na obszarze Polski – w powiecie żarskim w woj. zielonogórskim na mocy uchwały nr V/30/54 WRN w Zielonej Górze z dnia 5 października 1954. W skład jednostki weszły obszary dotychczasowych gromad Przewóz i Bucze ze zniesionej gminy Przewóz w powiecie żarskim oraz Straszów ze zniesionej gminy Witoszyn w powiecie żagańskim w tymże województwie. Dla gromady ustalono 10 członków gromadzkiej rady narodowej.
1 stycznia 1958 do gromady Przewóz włączono wsie Piotrów, Mielno, Dobrochów i Włochów ze zniesionej gromady Piotrów w tymże powiecie.
31 grudnia 1959 do gromady Przewóz włączono obszar zniesionej gromady Sanice w tymże powiecie.
Gromada przetrwała do końca 1972 roku, czyli do kolejnej reformy gminnej. 1 stycznia 1973 w powiecie żarskim reaktywowano gminę Przewóz.